# Бакалово
Бака́лово (рос. Бакалово) — присілок у складі Котельницького району Кіровської області, Росія. Входить до складу Родичівського сільського поселення.
Населення становить 6 осіб (2010, 9 у 2002).
Національний склад станом на 2002 рік — росіяни 100 %.